# Pleione christianii
Pleione christianii là một loài thực vật có hoa trong họ Lan. Loài này được Perner miêu tả khoa học đầu tiên năm 1999.